# 日新商事 (石油商社)
日新商事株式会社（にっしんしょうじ）は東京都港区に本社を置くENEOS系石油製品販売店。産業用燃料を柱とし、再生可能エネルギー事業や不動産賃貸業も行う。また東京証券取引所スタンダード市場上場銘柄の一つである(証券コードは7490）。

## 概要
主事業を石油製品販売とし、2020年現在において関東地方や東海地方、近畿地方でガソリンスタンドを運営するほか、東京都や神奈川県、大阪府、愛知県、宮城県に支店を置いて、系列ガソリンスタンドへの卸売りや農業資材、LPガスの販売、子会社を通じた東南アジアへの石油製品や石油化学製品の輸出販売を行っている。
加えて日本ケンタッキー・フライド・チキンやタリーズコーヒーのフランチャイジーとして東京都や神奈川県で外食事業を行っている。ちなみに、かつては「赤坂新鮨　本店」を営業していたが、2004年にすし事業から撤退している。
1947年8月に油槽タンク、油槽艀、本船タンカー清掃などを事業とする横浜起業株式会社として創業し、のちに商号を東洋起業株式会社、株式会社日新商会と変更し、一時期事業目的を陶磁器や美術工芸品の販売に変更されたとされる。
1950年2月に日新商事株式会社と商号を変更し、石油製品販売を主事業目的とするようになる。なお日新商事自体ではこの1950年を会社設立年としているが、日本取引所では登記上の1947年設立と認識されており、「会社四季報」などでは日本取引所HPでの設立年が採用されている。また2020年現在第2位株主である日新とは関係が深い。
1957年に大阪府の弓場商事を子会社化して以降、M&Aを繰り返して規模を拡大し、1996年には東京証券取引所二部に上場し、1997年に本社を東京都千代田区から港区に移転した。
1997年に子会社NISSIN SHOJI SINGAPORE PTE.LTD.（現在清算）を設立して以降東南アジアに進出している。
2013年から日新諏訪太陽光発電所での売電を開始して以降、太陽光発電事業やバイオマス発電事業にも参入しており、2020年3月から三菱ガス化学やJXTGホールディングス（現ENEOSホールディングス）などと共同で東京大学大学院農学生命科学研究科「バイオマス・ショア寄付講座」への寄付を行っている。